# Dichromodes estigmaria
Dichromodes estigmaria är en fjärilsart som beskrevs av Walker 1861. Dichromodes estigmaria ingår i släktet Dichromodes och familjen mätare. Inga underarter finns listade i Catalogue of Life.

## Bildgalleri

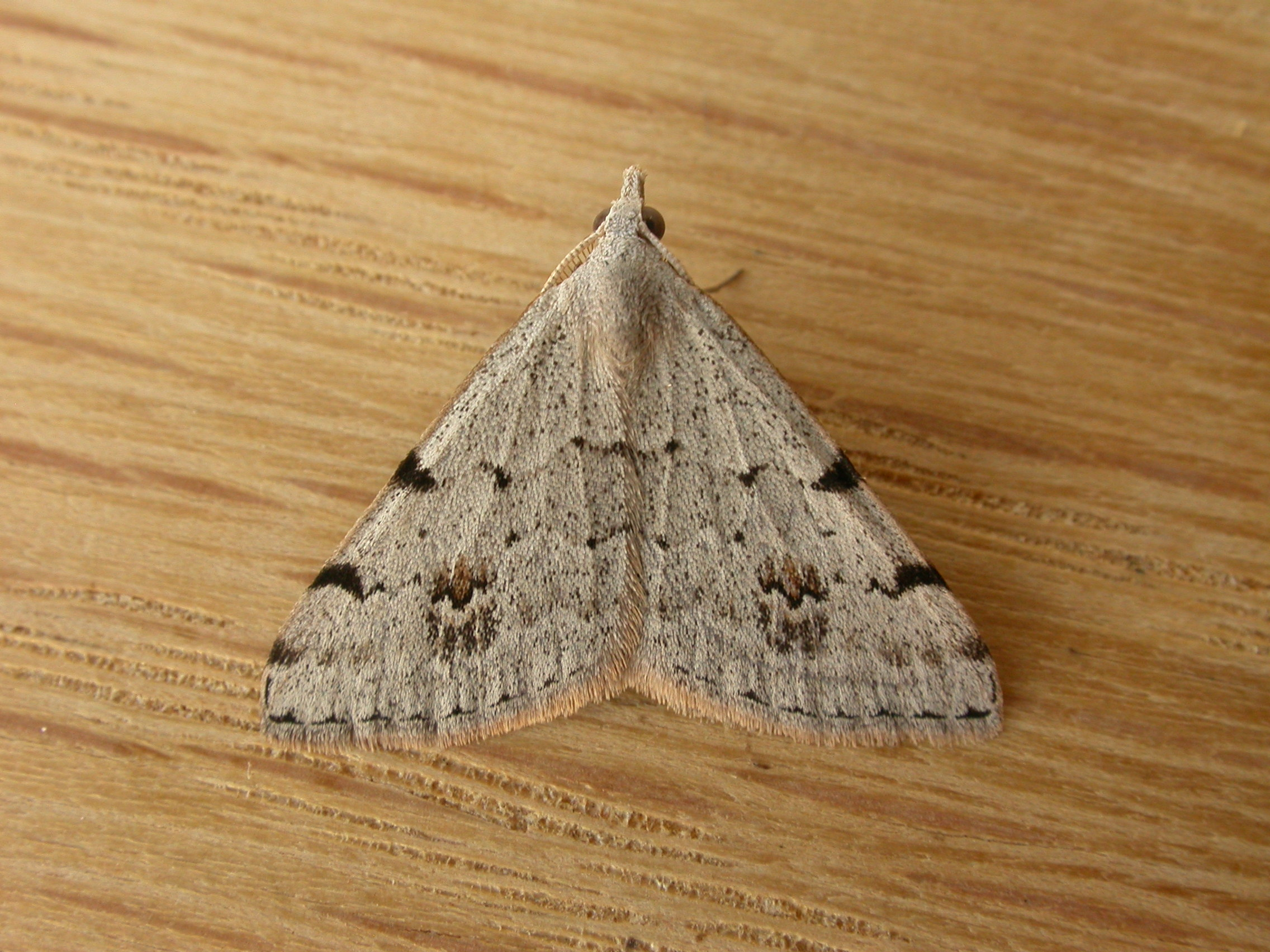
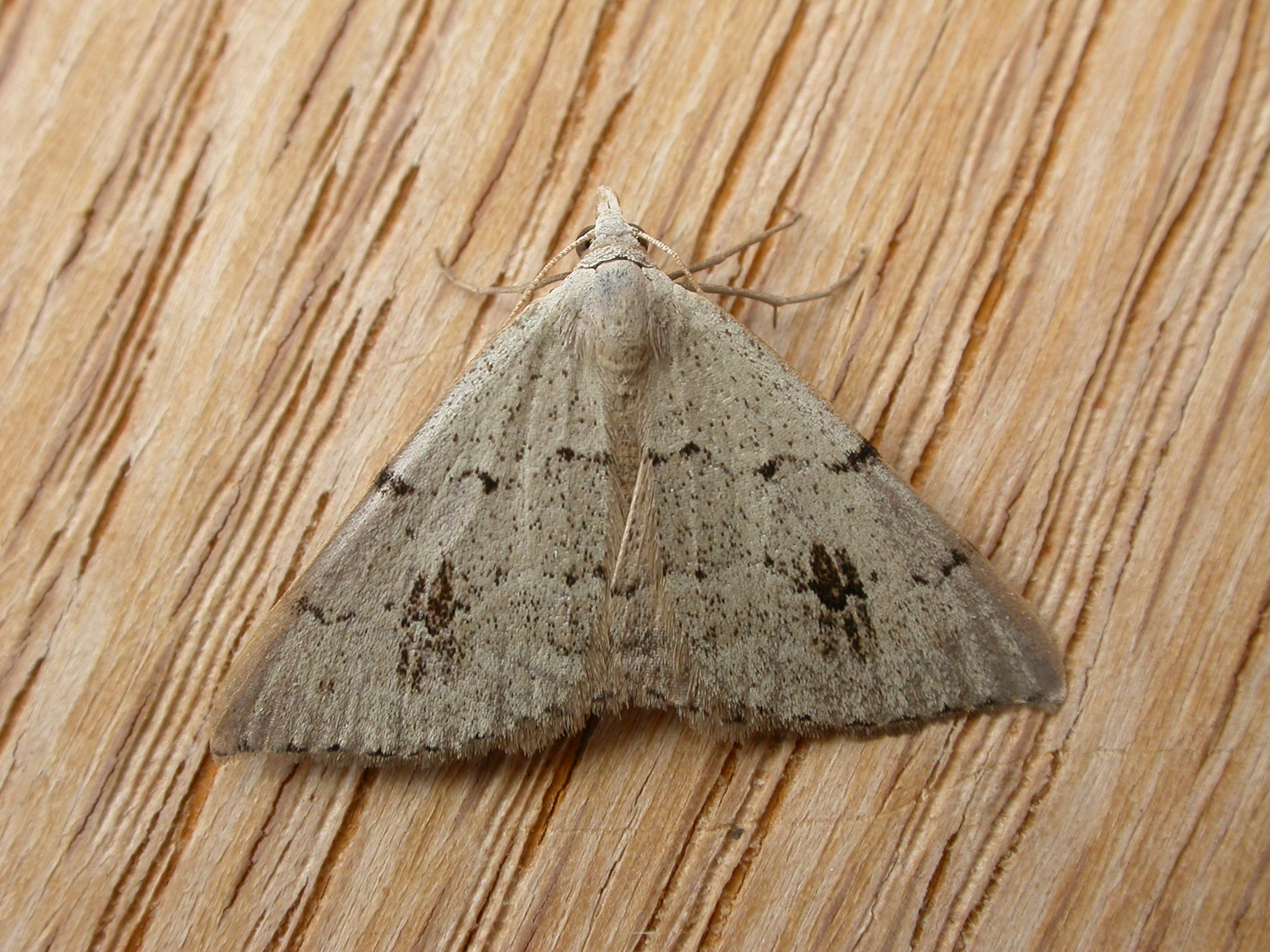